# GEKA
Die Gesellschaft zur Entsorgung von chemischen Kampfstoffen und Rüstungsaltlasten mbH (GEKA) ist eine bundeseigene Gesellschaft im Geschäftsbereich des Bundesministeriums der Verteidigung.

## Unternehmen
Unternehmensgegenstand ist die Entsorgung chemischer Kampfstoffe und durch Rüstungsaltlasten kontaminierter Böden. Hauptauftraggeber ist ihr Alleingesellschafter, die Bundesrepublik Deutschland. Sie bietet im Rahmen freier Kapazitäten ihre Entsorgungsdienstleistungen auch den Ländern und der Privatwirtschaft an. Die GEKA ist in Deutschland das einzige Unternehmen, dem die Behandlung chemischer Munition mit dem Ziel der Vernichtung gestattet ist.
Die Gesellschaft wurde 1997 gegründet, um die Hinterlassenschaften beider Weltkriege zu entsorgen. Auf 67 ha Betriebsgelände, das an den Truppenübungsplatz Munster-Nord angrenzt, betreibt sie drei Verbrennungsanlagen, eine Bodenwaschanlage sowie Delaborieranlagen für konventionelle und chemische Munition bis zu zwei Tonnen TNT-Äquivalent. 
Deutschland hat sich auf Anfrage der Organisation für das Verbot chemischer Waffen bereit erklärt, Reststoffe syrischer Chemiewaffen (Bürgerkrieg in Syrien) in Deutschland zu vernichten. Dabei handelt es sich um sogenanntes Hydrolysat, das im Zuge der irreversiblen Neutralisierung chemischer Kampfstoffe entsteht und Industrieabfällen ähnelt. 340 t Hydrolysat und 30 t sonstige kontaminierte Abfälle wurden ab September 2014 bei der GEKA vernichtet.
Das Umweltbundesamt (UBA) hat zu Altlasten eine umfangreiche Darstellung der vorhandenen Kampfstoffe vorgelegt.